# Мостовське ТВ
Мостовське ТВ (рос. МОСТОВСКОЕ ЛО, Мостовлаг, Мостовский ИТЛ) — табірне відділення, що діяло в структурі управлінь промислового будівництва і виправно-трудових таборів СРСР.
Час існування: організовано 14.05.53 (перейменовано з ВТТ «ЕН»);

закрите 14.10.55.

## Підпорядкування і дислокація
- ГУЛАГ МЮ з 14.05.53,
- ГУЛАГ МВС з 28.01.54;
- Главпромстрой з 03.02.55;
- ГУЛАГ МВС не пізніше 01.08.55.

Дислокація: ст. Делятин Львівської залізниці (Українська РСР, Станіславська, нині Івано-Франківська область)

## Виконувані роботи
- буд-во «нафторозвідувальної експедиції» МСМ СРСР,
- обслуговування Буд-ва 711 Головпромбуду МСМ СРСР.

## Чисельність з/к
- 01.07.53 — 1734,
- 01.01.54 — 715;
- 01.05.54 — 380;
- 01.01.55 — 2714,
- 01.01.56 — 148